# Ayr (Australia)
Ayr es una pequeña población de unos 8.500 habitantes ubicada en la región de North Queensland, a unos 86 kilómetros al sur de Townsville y 1.250 kilómetros al norte de Brisbane, en el estado australiano de Queensland.

## Historia
Los primeros pobladores conocidos fueron los aborígenes australianos de la tribu Juru. Su herencia cultural es mantenida celosamente en el Centro Cultural de Referencia Grupo Gudjuda en Plantation Park. Incorporado en 1999, el grupo protege a cuatro tribus aborígenes: los Bindal, Juru, Gia y Ngaro, las cuales conforman la nación Birri-Gubba. El líder de la herencia cultural, Joe Henaway, afirma que el grupo trabaja con agencias gubernamentales y organizaciones comunitarias para proteger la cultura aborigen local. Una colección de artefactos, pinturas, boomerangs y didgeridoos creados por artistas de las cuatro tribus se encuentran en el centro, y son ofrecidos en venta. Varias obras de arte de diversas personalidades son mostradas en el Teatro Burdekin, en la biblioteca y en los jardines de la sede del Ayuntamiento. La escultura de los cortadores de caña, diseñada por Churchill Fellowship, es un recordatorio permanente de la vida en los cañaverales a principios del siglo XX. Igualmente, una estatua en bronce muestra a James Morrill, el primer hombre europeo que vivió permanentemente en la región. Siendo el único sobreviviente de un naufragio, Morrill vivió con el pueblo aborigen antes de reunirse con la "civilización" cuando se establecieron los primeros pobladores europeos. Otros reconocidos artistas australianos realizaron diversas obras de arte y se pueden apreciar en varios lugares del pueblo.
La principal actividad económica de la región es la agricultura, Ayr está rodeado por plantaciones de caña de azúcar y mango, principalmente. Esta región es la principal productora de caña de azúcar de Australia. Cada año esta industria inyecta varios millones de dólares a la economía local. Las nueve millones de toneladas de caña de azúcar que crecen cada año en el distrito producen más de 1,35 millones de toneladas de azúcar. Una parte espectacular del procesado es la quema de la caña, que se lleva a cabo para eliminar las hojas consideradas como desecho de caña. La caña es luego transportada a una de las cuatro centrales azucareras de la región a través de carreteras o de una extensa red de ferroviaria. Una vez allí, la caña es pesada, examinada y troceada antes de ser triturada con pesados rodillos para extraer el jugo, el cual es hervido hasta obtener los cristales de azúcar no refinado. Melaza y bagazo son otros subproductos obtenidos del procesamiento de la caña. La melaza es utilizada para alimentar el ganado, mientras que el bagazo se usa como combustible para los ingenios azucareros. En años recientes el bagazo ha sido utilizado también en plantas generadoras de electricidad en Pioneer y en Invicta. De igual manera, la producción de mangos de este condado constituye otra actividad agrícola importante, representando un tercio de toda la producción de mangos de Australia y generando ingresos de unos 40 millones de dólares australianos anualmente. Existen unos 400.000 árboles de mango cosechados cada año, lo que equivale a una superficie de unas 2500 hectáreas dedicadas a los árboles de mango. La temporada de cosecha se extiende desde noviembre hasta enero. Como consecuencia de esta intensa actividad agrícola, muchos de los pobladores de Ayr son inmigrantes, de origen italiano y griego principalmente, que vinieron a trabajar en la siembra y recolección de la caña de azúcar y otras cosechas.
Durante la primera semana de septiembre se celebra el "Water Festival", que es el espectáculo más importante de Ayr, con competencias y exposiciones de pintura, elección de la reina del condado, desfiles, concurso de mascotas, etc. El Water Festival o "Festival del Agua" celebra el abundante suministro de agua de la región, mientras que el "Harvest Festival" o "Festival de la Cosecha" es celebrado en noviembre en Home Hill para celebrar el final de la temporada de recolección.
Ayr cuenta con dos automercados, 3 colegios (dos públicos y uno privado), un hospital público, una sala de cine, un teatro y una diversidad de tiendas ubicadas principalmente a lo largo de la avenida principal, la calle Queen, ofrecen los productos necesarios para sus habitantes y los de poblaciones vecinas. En todo el pueblo no existe ningún semáforo. La sala de cine, Burdekin Delta Cinemas, tiene una historia por sí misma. Fue construida en 1909 y fue el primer cine campestre en Australia en mostrar películas con sonido. En 1961, el edificio que albergaba el cine fue transformado en un mercado. Parecía que permanecería así hasta que en 1990 la famosa golfista australiana, Karen Webb, nacida en Ayr, adquirió el edificio para devolverle algo a su pueblo natal y junto a sus padres, Robert y Evelyn, lo remodelaron, amueblaron y le dieron su nombre actual.
Ayr dista unos 16 kilómetros de la costa, siendo Alva Beach el poblado costero más cercano.

## Medio natural
El clima es subtropical húmedo, con una temperatura media que oscila entre los 17 y 30 grados la mayor parte del año. Durante los meses de invierno austral -junio a septiembre-, la temperatura durante las noches puede bajar hasta unos 4 grados centígrados, pero durante el día hace unos muy agradables 25 °C. Durante el verano (entre los meses de diciembre y marzo), la humedad sube considerablemente y aunque la temperatura no sube de los 35 grados, la sensación térmica puede superar los 40 grados. En Queensland se asevera que hay unos 300 días soleados al año y unos 65 nublados o lluviosos.
El majestuoso río Burdekin le da nombre al condado y separa Ayr de su pueblo hermano, Home Hill. Ambos poblados se encuentran conectados por un puente conocido como el "Silver Link" (el "Nexo Plateado") que atraviesa el imponente río Burdekin. Este puente es más largo que el Puente de la Bahía de Sídney y tardó 10 años en ser construido, entre 1946 y 1957. Es un puente que sirve para vehículos y también soporta las vías del tren. Posee, asimismo, una pasarela para peatones, que brinda las mejores vistas de la región y del río.